# Biełyj Jar (obwód tomski)
Biełyj Jar (ros. Белый Яр) – miejscowość w Rosji.
Osada typu miejskiego pożona na Nizinie Zachodniosyberyjskiej w obwodzie tomskim nad rzeką Kiet´ (dopływem Obu. 400 km od Tomska. Liczba mieszkańców: 8,4 tys. (2007).